# Nikolaus Harnoncourt
Nikolaus Harnoncourt, de nom complet Johann Nikolaus comte de la Fontaine i de Harnoncourt-Unverzagt (Berlín, 6 de desembre de 1929 - Sankt Georgen im Attergau, 5 de març de 2016) fou un director d'orquestra austríac, un dels iniciadors de la interpretació amb criteris històrics.

## Trajectòria professional
Nascut a Berlín en el si d'una família aristocràtica amb arrels a Bèlgica, Luxemburg i França, Harnoncourt va créixer a Graz, Àustria, i es va formar a Viena. Després d'estudiar música a Viena i Graz, entrà a l'Orquestra Simfònica de Viena com a violoncel·lista i el 1953 creà el grup Concentus Musicus Wien amb la seva dona, Alice Hoffelner. Aquest grup està dedicat a la interpretació de música del barroc i del classicisme amb instruments d'època i amb criteris històrics pel que fa a la distribució orquestral, als tempi, l'articulació, l'ornamentació, la dinàmica, etc. Cap al final de la dècada de 1970 Harnoncourt i el Concentus Musicus ja eren considerablement famosos. Juntament amb altres directors i musicòlegs sorgits durant els anys 1960, és un dels pioners en l'anomenat "moviment historicista".
El 1971, Harnoncourt inicià un projecte conjunt amb el director d'orquestra i clavecinista Gustav Leonhardt per gravar totes les cantates de Johann Sebastian Bach. El projecte finalitzà el 1990. L'any 1968 ja havien coincidit en la pel·lícula Crònica d'Anna Magdalena Bach, on Gustav Leonhardt fa el paper de Johann Sebastian Bach i Harnoncout n'és, per una part, el director musical amb el Concentus musicus i el clavecinista sota la seva batuta, i ell mateix també hi interpreta el personatge del príncep d'Anhalt-Cöthen.

## Premis i reconeixements
- El 1980 va rebre el Premi Erasmus per la seva contribució a la construcció d'Europa.
- El 1993 va rebre el Premi musical Léonie Sonning de Dinamarca
- El 1994 rep el Polar Music Prize, un dels premis musicals més prestigiosos del món.
- El 2001 guanyà un Grammy pel seu enregistrament de la Passió segons Sant Mateu de Bach.
- El 2002 va rebre el Premi Ernst von Siemens, conegut com el Premi Nobel de la Música.
- El 2005 va rebre el Premi Kyoto per Assoliment de la vida.
- El 2008 és nomenat Doctor Honorari per la Universitat Mozarteum de Salzburg.
- El 2011 és nomenat Doctor Honorari per la Universitat de Música i Dansa de Colònia.
- Nikolaus Harnoncourt fou un membre de la Reial Acadèmia Sueca de la Música, Doctor Honorari de la Universitat d'Edimburg i de l'ordre Pour le Mérite de la Ciència i el Art.